# Stéphane Jaubertie
Stéphane Jaubertie, né le 4 mai 1970 à Périgueux, est un comédien et dramaturge français.

## Œuvres
- 2004 : Les Falaises
- 2005 : Yaël Tautavel ou l'Enfance de l'art
- 2007 : Jojo au bord du monde
  - (de) trad. Frank Weigand, Yvonne Griesel, Jojo, Henschel, Berlin, 2011
- 2008 : Une Chenille dans le cœur
- 2011 : La Chevelure de Bérénice
- 2011 : Létée
- 2012 : Everest
- 2012 : De passage
- 2013 : Un Chien dans la tête
- 2014 : Livère
- 2016 : Sac à dos
- 2017 : État sauvage
- 2017 : Crève l'oseille !
- 2018 : Boxon(s) jusqu'à n'en plus pouvoir
- 2018 : Grand manège
- 2018 : Laughton
- 2021 : Lucienne Eden ou l'île perdue
- 2022 : Dernières nouvelles de l'eau vive
- 2023 : Amour et merveilles
- 2025 : Espèces disparues ?

Toutes ses pièces sont publiées aux Éditions Théâtrales.

## Prix et distinctions
Amour et merveilles - sélection 2023 des 1000 titres du Centre national de la littérature pour la jeunesse.
Lucienne Eden ou l'île perdue - Grand prix de littérature dramatique 2022, catégorie jeunesse ; prix Collidram 2022 ; lauréat Contexto 2024.
Laughton - prix Théâtre du présent 2017, l'Apostrophe, scène nationale de Cergy-Pontoise ; finaliste du Grand prix de littérature dramatique jeunesse 2019.
Crève l'oseille ! - prix Godot du festival des Nuits de l'enclave de Valréas 2017.
Livère - prix Godot du festival des Nuits de l'enclave de Valréas 2014.
Un Chien dans la tête - prix Théâtre en pages 2014, conseil général de Haute-Garonne et Théâtre national de Toulouse.
Jojo au bord du monde - prix du théâtre jeunesse du Baden-Wurtenberg 2012 ; finaliste du Grand prix de littérature dramatique 2008 ; lauréat de l'aide à la création de la DMDTS 2006.
Yaël Tautavel - lauréat des Journées de Lyon des auteurs de théâtre 2005 ; prix de la bibliothèque de théâtre Armand Gatti 2007 ; prix des lecteurs de théâtre du Cher 2014.
Les Falaises - bourse d'encouragement à l'écriture du ministère de la culture 2004.